# 마을기업
마을기업은 주민이 지역공동체 이익을 실현하기 위해 설립·운영하는 마을 단위의 기업이다.

## 정의
- 도시재생 활성화 및 지원에 관한 특별법 제2조 제1항 제9호 - “지역주민 또는 단체가 해당 지역의 인력, 향토, 문화, 자연자원 등 각종 자원을 활용하여 생활환경을 개선하고 지역공동체를 활성화하며 소득 및 일자리를 창출하기 위하여 운영하는 기업."
- 행정안전부 마을기업 육성사업 시행지침 - "지역주민이 각종 지역자원을 활용한 수익사업을 통해 공동의 지역 문제를 해결하고, 소득 및 일자리를 창출하여 지역공동체 이익을 효과적으로 실현하기 위해 설립·운영하는 마을단위의 기업"

## 요건
참조 : 행정안전부 2018 마을기업 육성사업 시행지침
- 기업성
  - 마을기업은 각종 사업을 통해 수익을 추구하는 경제조직이어야 함. 단순히 공익을 추구하는 비영리 사회단체나 조직은 마을기업으로 부적합.
  - 마을기업의 사업은 시장경쟁력이 있어야 함. 장기적으로 주수입이 사업에서 나와야 하며 순수 민간기업과의 경쟁이 치열한 사업은 마을기업으로 부적합
  - 마을기업은 지속가능해야 함. 마을기업은 순이익의 10% 이상을 사업 추진에 대한 손실금 충당을 위해 적립하여야 하고(단, 보조금을 지원 받은 해에는 30% 이상을 적립함), 순이익의 50% 이상을 재투자를 위한 유보금으로 적립해야 함.
  - 기업으로서 조직형태는 민법에 따른 법인, 상법에 따른 회사, 협동조합기본법에 따른 협동조합, 농어법 경영체법에 따른 영농조합 등 법인이어야 함. 법인이 아닌 경우에는 시·군·구에서 시·도로 추천 불가.

- 공동체성
  - 마을기업은 출자자 개인의 이익과 함께 마을기업 전체의 이익을 실현해야 함.
  - 마을기업의 모든 회원은 마을기업(법인)에 출자하는 것을 원칙으로 하며, 공동체 일원으로서 마을기업의 계획과 운영에 참여하여야 함.
  - 마을기업의 출자자는 5인 이상이어야 함. 마을규모, 지역범위, 사업내용 등에 비추어 공동체성을 보장할 만큼의 충분한 수의 출자자를 갖추도록 노력해야 함. (10인 이상이 출자할 것을 권장함.)
  - 마을기업의 회원 외에도 구매자, 소비자, 고용자 등 다양한 지역주민 및 지역 내 이해당자사의 의견을 중요하게 반영해야 하며, 지역순환경제 구축을 위해 노력해야 함.

- 공공성
  - 마을기업은 마을기업의 경제적 이익과 함께 지역사회 전체의 이익을 실현해야 함.
  - 최대 출자자 1인의 지분은 30% 이하여야 하며, 특정 1인과 그 특수관계인의 지분의 합이 50% 이하여야 함. 여기서 출자금액이라 함은 마을기업 신청을 위해 출자한 금액과 당초 법인설립을 위해 출자한 금액의 합계를 말함. 특수관계인은 ①배우자 및 직계 존비속 ②배우자 및 직계 존비속이 50% 이상을 출자하고 있는 법인 ③배우자 및 직계 존비속이 이사의 과반수이거나 출연금의 50%

이상을 출연하고 그 중 1인이 설립자로 되어 있는 비영리법인
- - 마을기업은 법인 전체를 지정하는 것을 원칙으로 함. 법인의 한 사업형태로 운영하는 것은 행정안전부의 승인을 받아야 함.
  - 마을기업은 사업계획서 상의 지역사회공헌활동(또는 이에 상응하는 공헌)을 반드시 이행해야 함.
  - 마을기업 명의로 특정 정당 또는 후보를 지지해서는 안 됨.
  - 마을기업은 사업계획 및 운영 방침을 민주적 절차에 의해 스스로 결정하고 일자리 및 소득창출을 위해 노력해야 함.

- 지역성
  - 마을기업은 지역에 뿌리를 두고 설립·운영 되어야 함.
  - 마을기업은 지역에 소재하는 자원을 활용한 사업을 해야 함. 지역 간 유동이 쉬운 자원은 마을기업 사업으로 부적합.
  - 마을기업은 지역 주민이 주도하는 기업이어야 함. 마을기업 사업비의 일정부분을 구성원들이 자발적으로 출자하여야 함. 일정부분이란, 보조금의 20%이상 자부담 하여야 함 (우수마을기업 선정시 자부담 제외). 마을기업 출자자(회원)의 70% 이상, 고용인력의 70% 이상은 지역주민이어야 함, 단 출자자가 5인인 경우는 5인 모두 주민이어야 함.

## 대표적 마을기업
참조 : 서울시 사회적경제지원센터 한 손에 잡히는 서울시 마을기업
- 문턱없는밥집 사회적협동조합

환경 유기농 식자재만을 이용한 건강한 먹거리를 판매하며 로컬푸드 및 슬로푸드 운동을 전파하는 ‘문턱 없는 밥집' 을 운영한다. 서울시 마포구 동교로 114
- 성미산좋은날협동조합

성미산마을에서 성장한 장애 청년들이 익숙한 마을 안에서 자립하기를 꿈꾸며 부모와 교사, 마을 주민들이 십시일반 정성을 모아 만든 마을기업이다. 마을의 중증 장애인을 고용해 직접 유기농 공정무역 더치커피를 제조·판매함으로써 자립을 돕는다. 서울시 마포구 성미산로 23 2층
- 통인시장커뮤니티주식회사

통인시장의 활성화와 지역 주민의 문화 여가 활용의 질을 높이고자 통합 콜센터 및 배송센터 설치, 홈페이지 및 온라인 쇼핑물 구축, 도시락 카페 운영 등의 사업을 펼친다. 서울시 종로구 자하문로 15길 18 2층
- 문화예술협동조합 곁애

북카페 ‘곁애’ 운영을 통해 지역 청년들의 일자리를 창출하고 지역 문화예술 활성화에 기여한다. 서울시 구로구 구일로 10길 53 관리동 2층
- (주)아임우드

친환경 가구를 제조하고 목공 교육을 통해 전문 인력을 양성하여 지역의 청년 및 중장년 일자리 창출을 도모한다. 전통 짜임 가구 및 DIY 생활 가구 제작 및 교육, 단체 목공 및 진로체험 등 다양한 활동을 한다. 서울시 금천구 시흥대로 281 207호
- 이야기가있는사람들협동조합

마을에서 장애인과 비장애인이 함께 일하고 어우러지는 경제공동체를 이루기 위해 카페 ‘이야기가있는사람들’을 운영한다. 서울시 중랑구 용마산로 228 B 02호
- 노원실버협동조합

대단지 아파트 내 경로당을 거점으로 어르신들이 직접 택배를 운반하고 직거래 유통 사업을 하는 마을기업이다. 서울시 노원구 동일로 228길 23
- 메종드한디자인협동조합

한국 미를 살린 디자인을 기반으로 지역 문화 자원을 활용한 문화 상품 개발에 주력하는 마을기업으로, 가장 아름다운 한국 문화 정립을 꿈꾼다. 서울시 강동구 천호대로199길 15 401호